# 希伯倫 (新罕布什爾州)
希伯倫（英語：Hebron）是一個位於美國新罕布什爾州格拉夫頓縣的鎮。

## 人口
根據2020年美國人口普查的數據，希伯倫的面積為49.88平方千米，當中陸地面積為44.05平方千米，而水域面積為5.83平方千米。當地共有人口632人，而人口密度為每平方千米13人。